# 凯瑟琳·苏利文
凯瑟琳·德薇尔·苏利文（Kathryn Dwyer Sullivan，1951年10月3日—），前美國海軍上校及美国国家航空航天局宇航员，执行过STS-41-G、STS-31以及STS-45任务。繼斯維特蘭娜·薩維茨卡婭之後，她是第二位完成太空漫步的女性太空人，美國第一位完成太空漫步的女性太空人以及下潜到海洋已知最深点的首名女性。